# ألس كوبر
ألس إليزابث كوبر (23 ديسمبر 1906  – 16 مايو 1950) (بالإنجليزية: Alice Elizabeth Kober)‏ كانت عالمة أدب كلاسيكي أمريكية اشتهرت بتحقيقاتها الشاملة التي أدت في النهاية إلى فك تشفير نظام الكتابة الخطي ب (بالإنجليزية: Linear B)‏.

## حياتها ومسيرتها
ولدت ألس كوبر لأبوين مهاجريْن من المجر في يوركفيل في مانهاتن والتحقت بثانوية هنتر كولج. في صيف عام 1924، احتلت كوبر المركز الثالث في مسابقة مدينة نيويورك الدراسية وحصدت من ذلك على جائزة مالية قدرها 100 دولار في السنة ساعدتها على الالتحاق بكلية هنتر حيث تخصصت في اللغة اللاتينية، وانتُخبت لجمعية فاي بيتا كابا، وتخرجت مع مرتبة الشرف. حصلت كوبر على درجة الماجستير في الأدب الكلاسيكي من جامعة كولومبيا في عام 1929 وعلى درجة الدكتوراه في 1932.
أثناء عملها على درجة الدكتوراه، درَّست كوبر في ثانوية هنتر وكلية هنتر، وفي عام 1930، أصبحت أستاذةً مساعدةً للكلاسيكيات في كلية بروكلين، حيث بقيت لبقية حياتها المهنية. بعد أن علَّمت نفسها كتابة برايل ، قامت كوبر بترجمة الكتب المدرسية ومواد المكتبة والامتحانات النهائية للطلاب المكفوفين في كلية بروكلين لهذه الكتابة.  عاشت كوبر مع والدتها الأرملة، ولحد ما هو معروف عنها، لم يكن لها شريك رومانسي. 

## الكتابة الخطية ب
ابتداءً من ثلاثينيات القرن العشرين، درست كوبر نظام الكتابة الخطي ب، أو كما يُعرف بالإنجليزية باسم Linear B، وقد كان في ذلك الوقت نظام كتابة عتيق غير مُشفر مكتوب بلغة مجهولة من العصر البرونزي. أثناء عملها، كتبت كوبر وأنشأت عددًا هائلًا من الإحصاءات في وسائط متنوعة كبطاقات يقدر عددها بـ180 ألف بطاقة في أربعين دفترًا.  استخدمت كوبر ثقوب في هذه البطاقات لإنشاء قاعدة بيانات، حيث تُفرز البيانات ويُعثر عليها حسب الثقوب. أتقنت كوبر مجموعة من اللغات العتيقة والمعاصرة، بما في ذلك الهيتيتية والأيرلندية القديمة والأكدية والتوكارية والسومرية والفارسية القديمة والباسكية والصينية. من عام 1942 إلى 1945 وأثناء قيامها بالتدريس في بروكلين، سافرت أسبوعياً بالقطار إلى جامعة ييل لحضور دروس متقدمة في اللغة السنسكريتية. كما درست علم الآثار الميداني في ولاية نيو مكسيكو. 
كان اكتشاف كوبر الرئيسي هو أن اللغة التي كُتب بها هذا النظام الكتابي كانت لغة إعرابية (حيث تُعرب أجزاء الحديث حسب موقعها في الجملة). 